# Lariosaurus
Il lariosauro (gen. Lariosaurus) è un rettile acquatico estinto appartenente ai notosauri, vissuto nel Triassico medio (Anisico - Ladinico, circa 245-235 milioni di anni fa). I suoi resti fossili sono stati ritrovati in Europa (Italia, Svizzera, Spagna, Francia) e in Asia (Israele e Cina).

## Descrizione

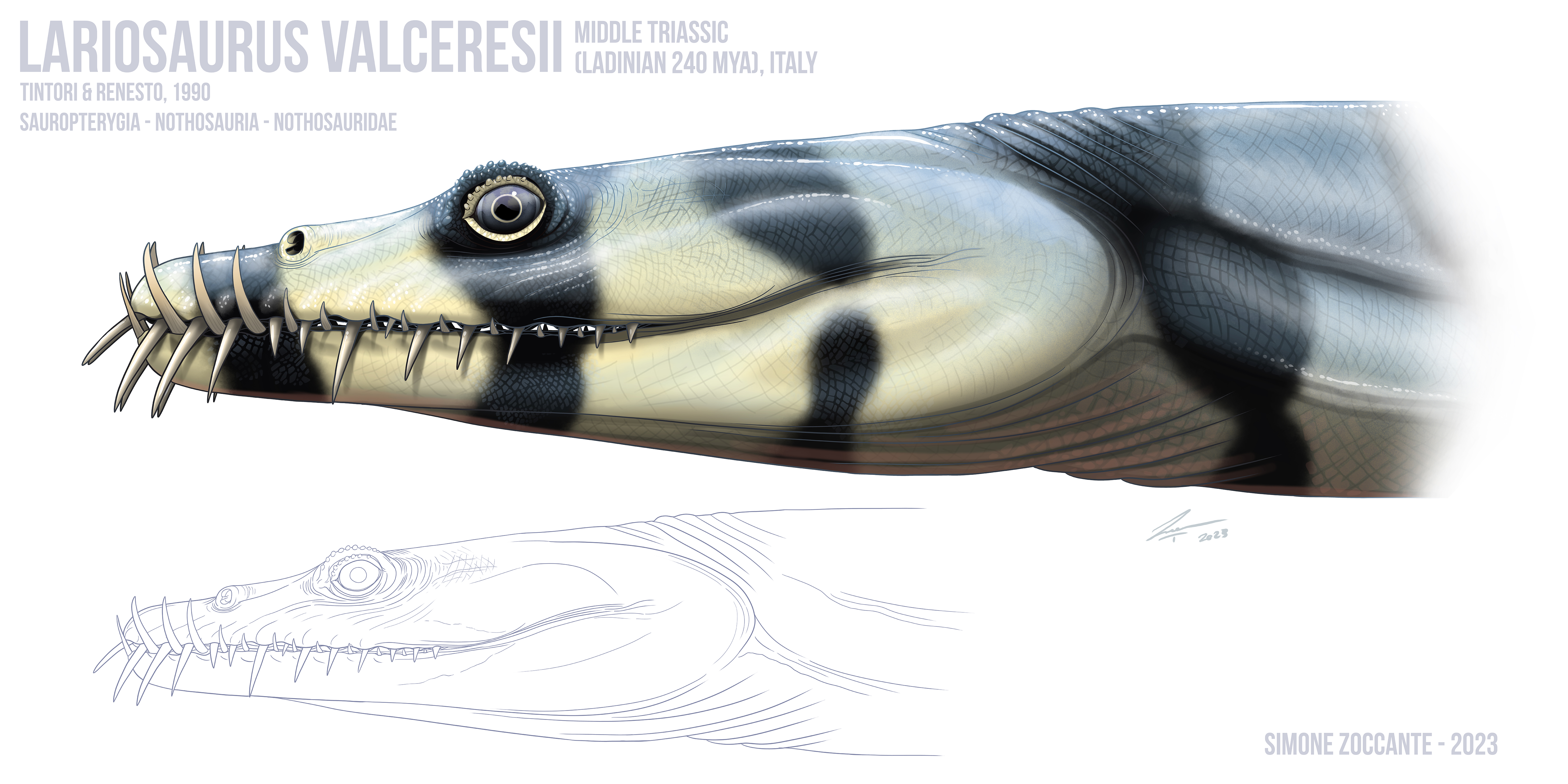
Ricostruzione in vivo del cranio di L. valceresii

Questo animale è noto per numerosi esemplari, provenienti per lo più dal Nord Italia. In media gli esemplari adulti di Lariosaurus avevano una lunghezza compresa tra 60 centimetri e 1,30 metri; ciò li rende tra i più piccoli notosauri conosciuti. Il collo di Lariosaurus era relativamente corto se rapportato a quello di altri notosauri (come Ceresiosaurus), e anche le zampe erano piuttosto piccole. Una caratteristica di Lariosaurus era data dalle zampe anteriori, in cui l'omero era arcuato e molto massiccio, mentre l'ulna era allargata e piatta; tra le ossa dell'avambraccio, inoltre, è generalmente presente un largo spazio. Si suppone che le zampe anteriori si fossero trasformate in strutture simili a pinne, mentre quelle posteriori avessero conservato l'originale struttura con cinque dita (forse palmate). 

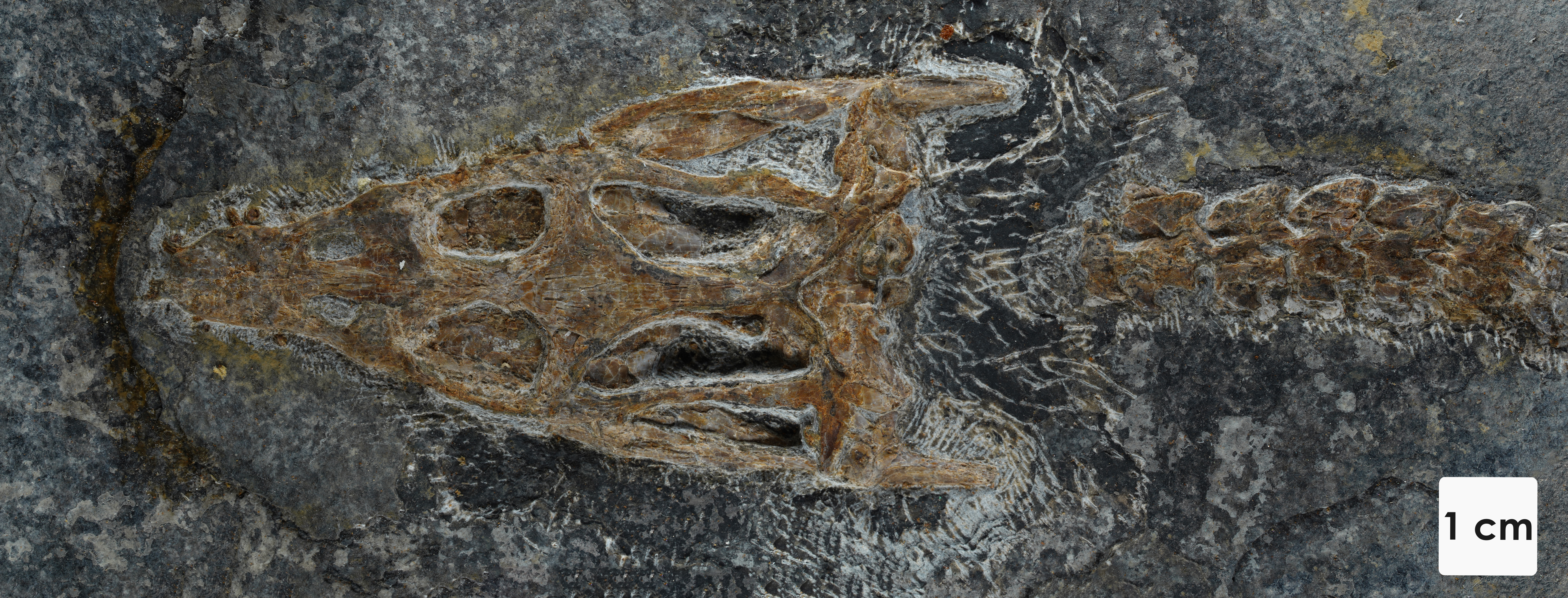
Dettaglio del cranio di Lariosaurus valceresii

Il cranio era appiattito come quello di tutti i notosauri, anche se non in misura estrema come in Nothosaurus; lunghi denti anteriori si intersecavano fra loro quando le fauci erano chiuse, mentre i denti della parte posteriore di mascella e mandibola erano più piccoli. Le costole presentano alcune parti ispessite, così come alcune vertebre e la clavicola. Le costole ventrali (gastralia) sono strettamente compresse fra loro e fromavano una sorta di armatura protettiva.

## Classificazione
Il primo esemplare noto di Lariosaurus venne alla luce nel 1830 a Perledo, una località presso il lago di Como, conosciuto anche con il nome di Lario. I reperti vennero studiati e descritti da Giuseppe Balsamo Crivelli sulla rivista Il Politecnico di Milano nel 1839. Balsamo Crivelli, in attesa che fosse confermato che si trattava di un animale mai descritto in precedenza, preferì non attribuirgli un nome. Solo nel 1847, appurato che si trattava di una nuova specie (e di un nuovo genere), Giulio Curioni gli attribuì il nome di Lariosaurus balsami.
Un altro fossile ritrovato appartenente alla stessa specie venne impropriamente chiamato Macromirosaurus plinii. L'esemplare meglio conservato è esposto nel museo botanico di Monaco di Baviera. Altri esemplari sono conservati al servizio geologico di Roma e due sono esposti al Museo di Storia Naturale di Lecco. L'individuo più lungo misura 130 cm.

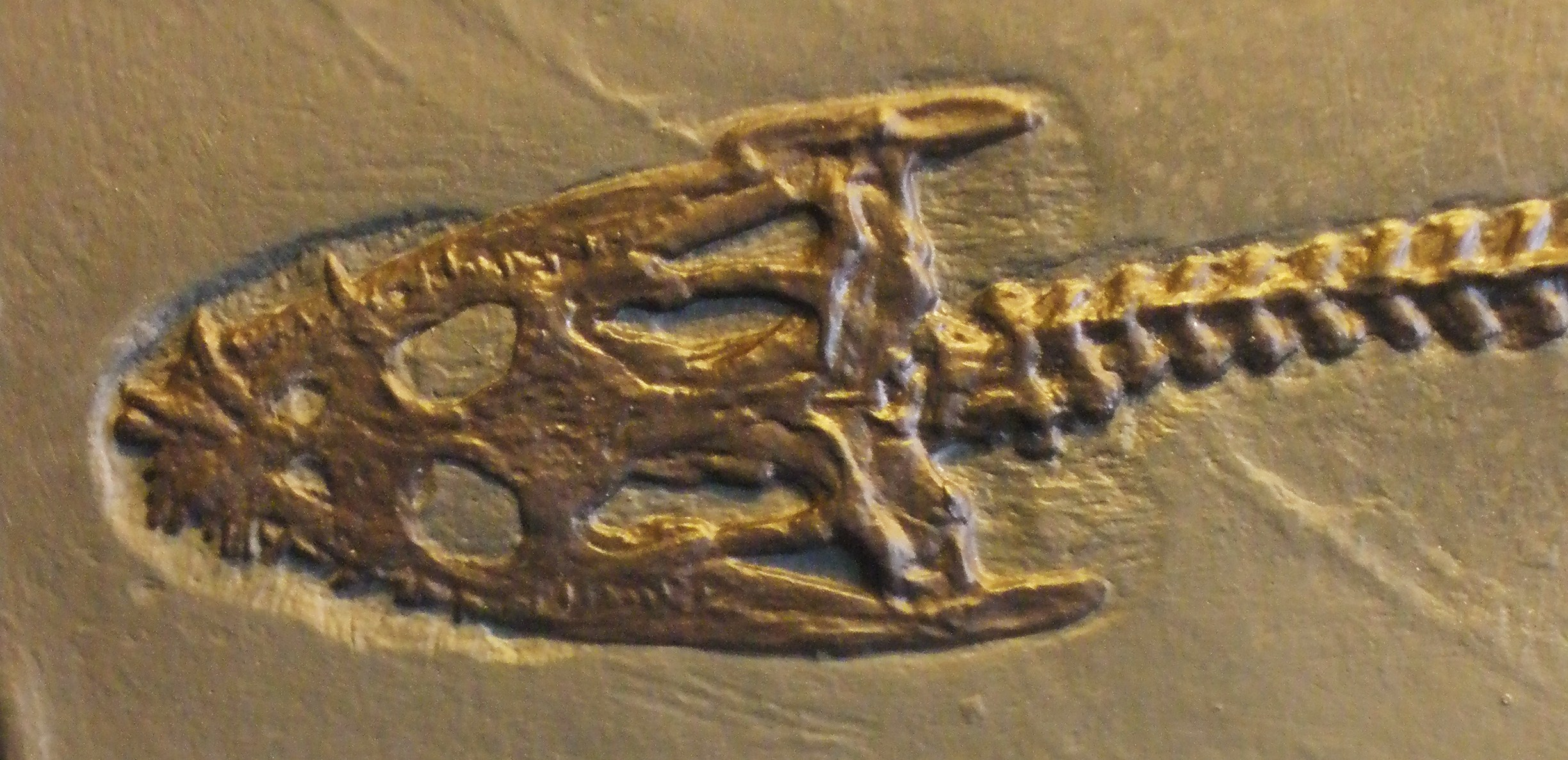
Cranio di Lariosaurus balsami

Al genere Lariosaurus sono state in seguito attribuite altre specie: L. buzzii (a volte ascritta a un genere a sé stante, Silvestrosaurus), L. lavizzarii (a volte considerata un esemplare di L. balsami) e L. valceresii provengono dagli affioramenti triassici del sito UNESCO di Monte San Giorgio tra Italia e Svizzera, L. curionii è stato ritrovato sui Pirenei, L. stensioei in Israele. Un'altra specie (L. vosseveldensis) proviene dall'Anisico dei Paesi Bassi (Klein et al., 2016). Altre specie sono state descritte in Cina (L. xingyensis e L. hongguoensis) ma, almeno per quanto riguarda la prima delle due, sussistono dubbi sull'effettiva appartenenza al genere Lariosaurus (Quesada e Gonzalez, 2005).
Secondo Olivier Rieppel anche il rettile descritto come Ceresiosaurus calcagnii sarebbe in realtà da attribuire al genere Lariosaurus, ma numerosi altri paleontologi dissentono da questa interpretazione. 
Lariosaurus è considerato un tipico rappresentante dei notosauri, benché di dimensioni ridotte e sprovvisto delle caratteristiche craniche "estreme" di Nothosaurus. 

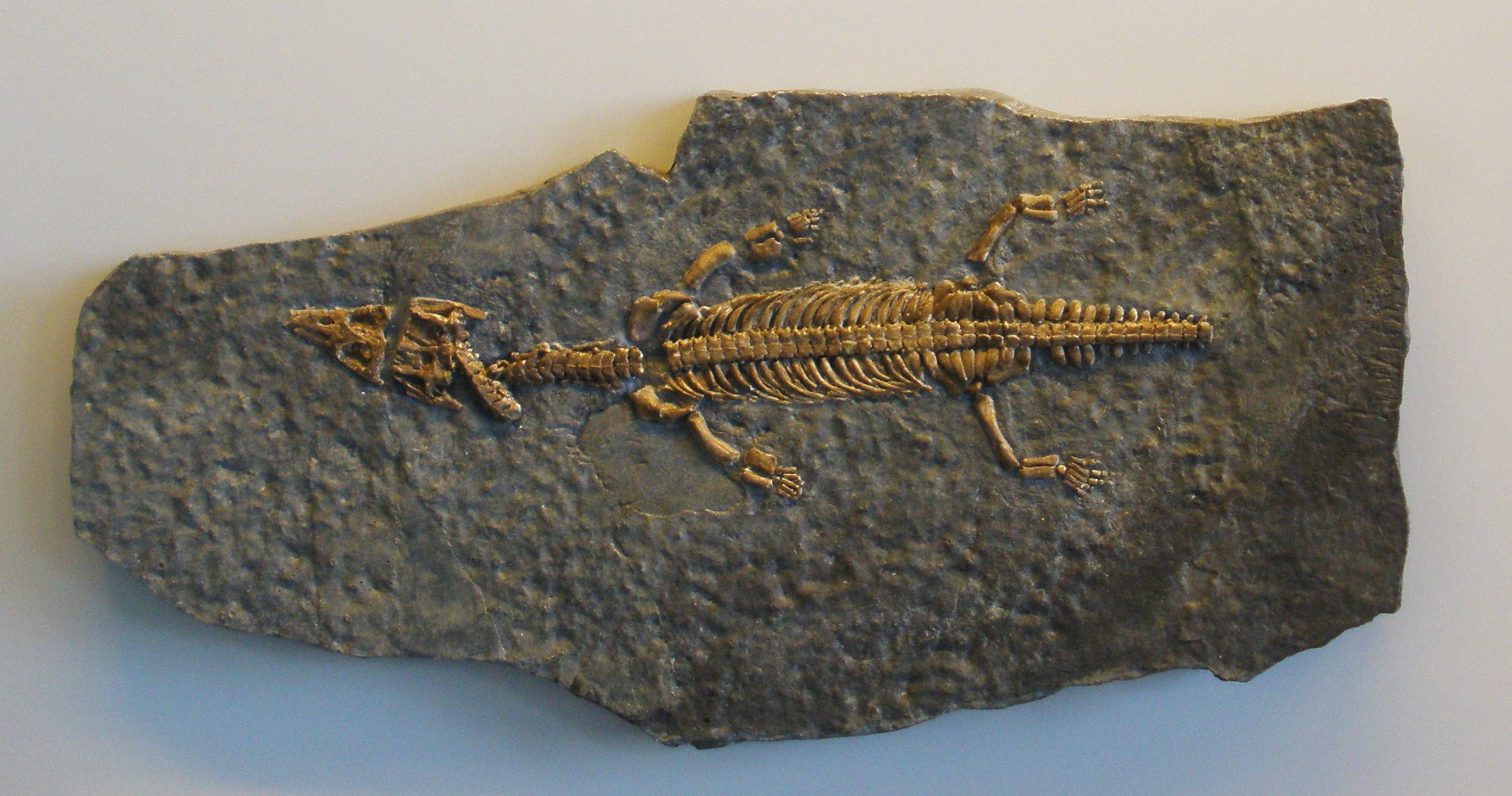
Fossile di Lariosaurus lavizzarii

## Paleoecologia e paleobiologia
Lariosaurus era un predatore acquatico che si muoveva nuotando grazie alle "pinne" anteriori potenti, e aiutandosi con la lunga coda. Il cranio, con i lunghi denti anteriori, è conformato per intrappolare piccoli pesci e altre prede scivolose come i cefalopodi, ma alcuni resti fossili di Lariosaurus contengono al loro interno anche piccoli esemplari di rettili placodonti del genere Cyamodus (Tschanz, 1989) e pachipleurosauri. 
La scoperta di probabili embrioni forse appartenenti a Lariosaurus (Renesto et al., 2003) potrebbe indicare l'ovoviviparità di questi animali, e quindi uno stile di vita completamente acquatico.

## Il lariosauro e il "mostro" del Lario
Il nome lariosauro è spesso usato anche per indicare il presunto mostro del lago di Como.